# Volkswagen L1

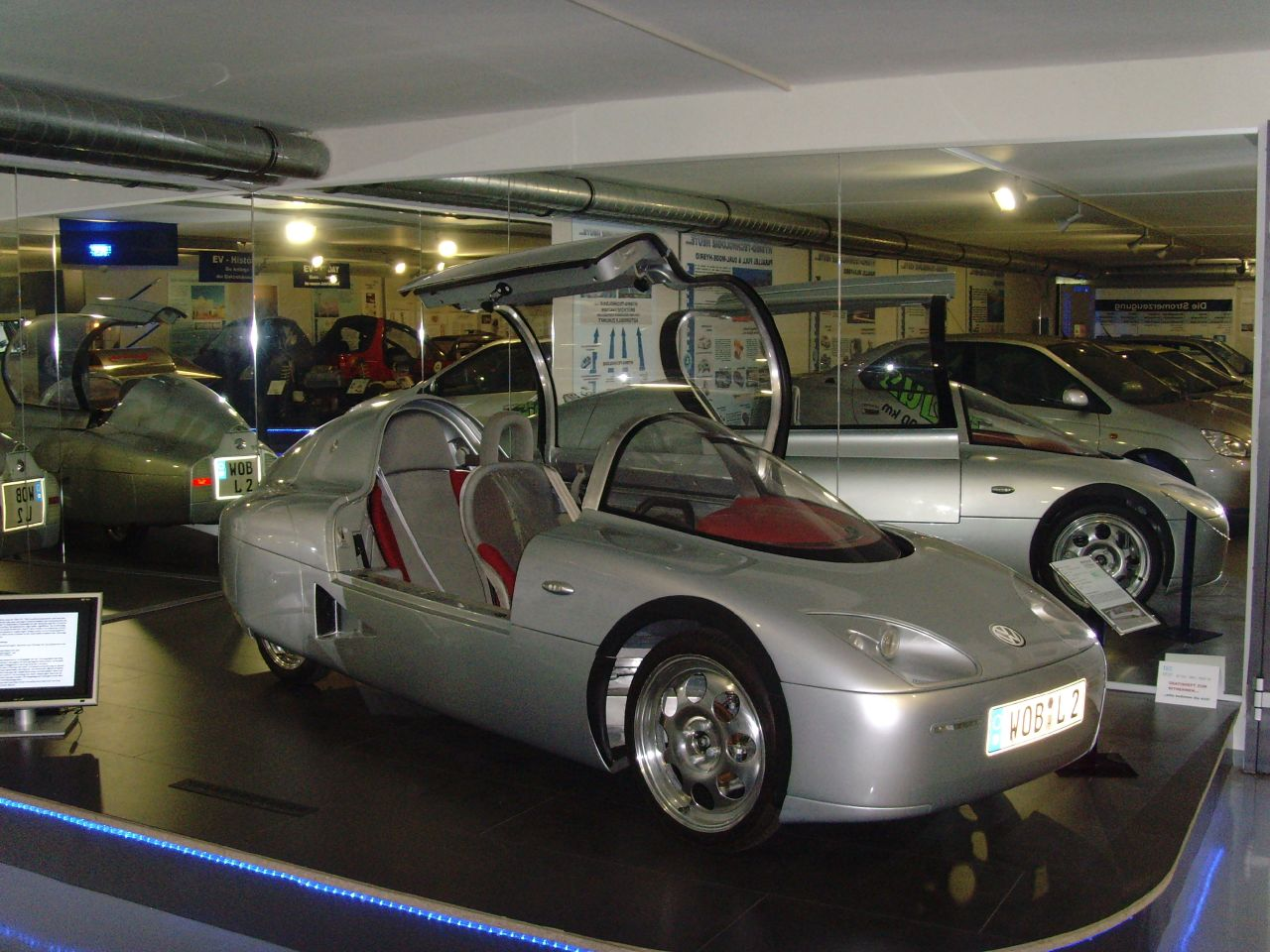
Volkswagen 1L

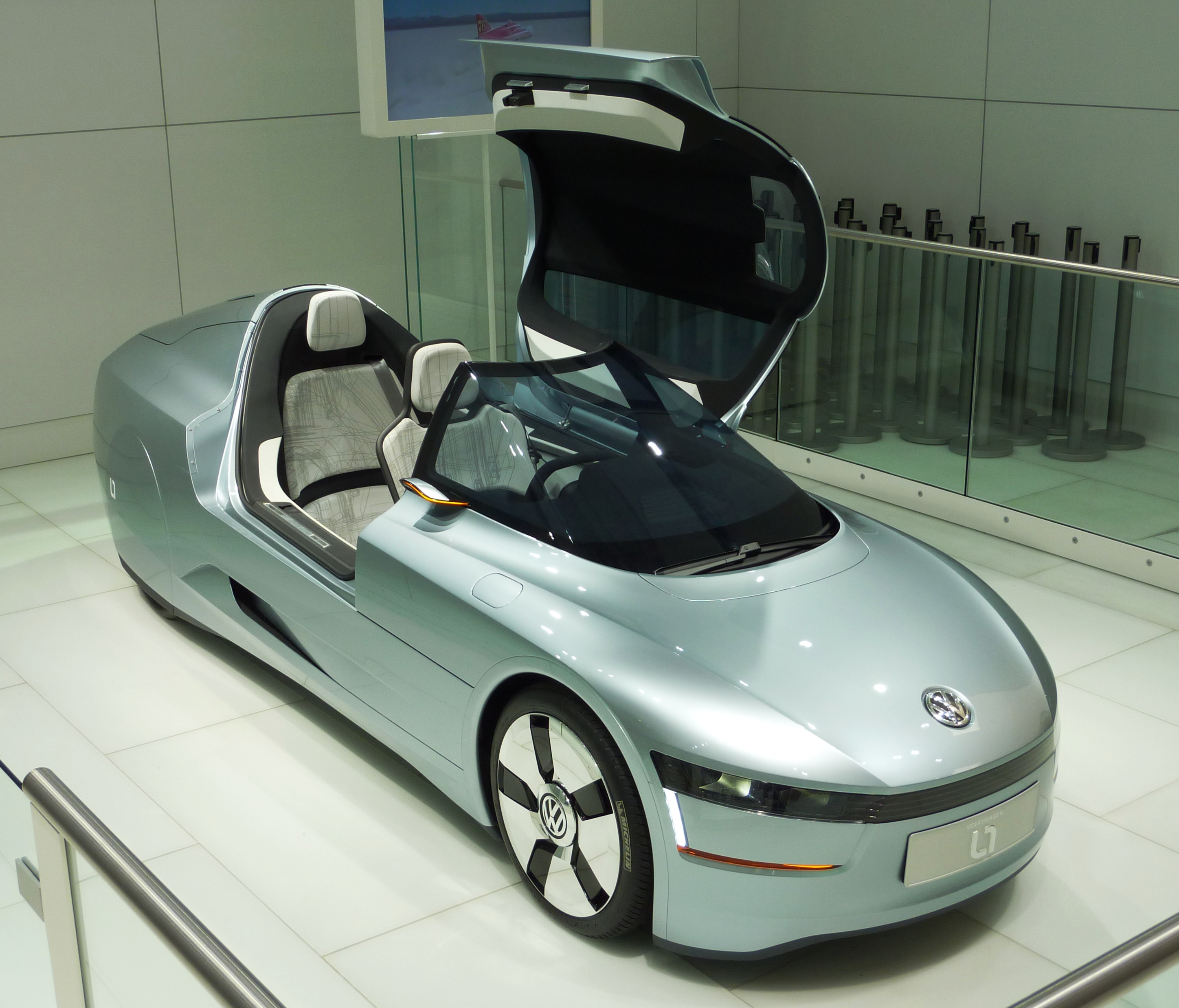
Volkswagen L1

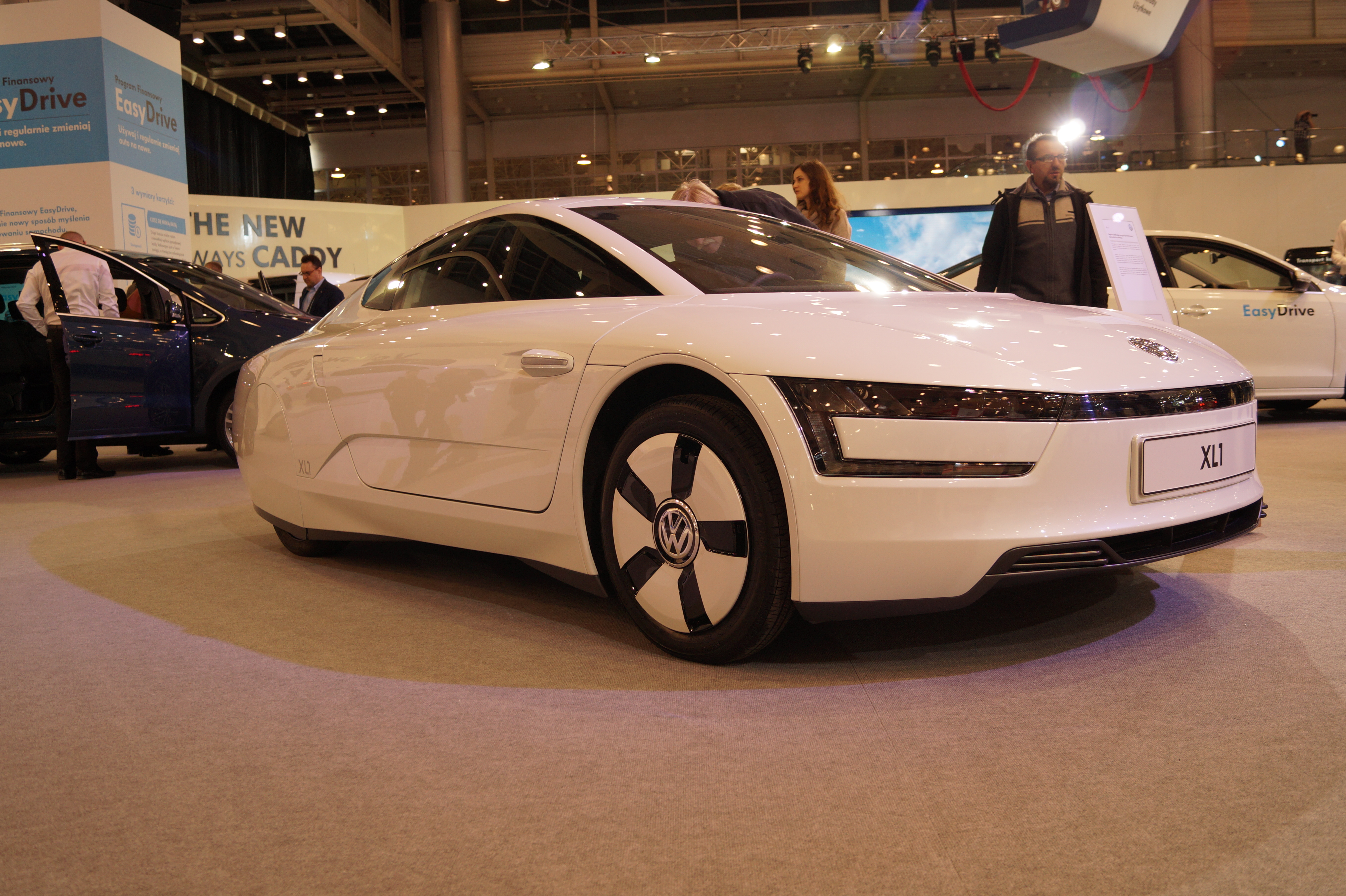
Volkswagen XL1

Volkswagen 1L – samochód studyjny zbudowany w 2002 roku przez koncern Volkswagen AG.
Volkswagen 1L/L1 służył do testów drogowych. Była to konstrukcja badawcza mająca na celu pokazanie możliwości zbudowania samochodu, który zużywa średnio 1 litr paliwa na 100 km (stąd nazwa). Samochód miał zasięg 650 km.

## Opis techniczny

### Model 1L (2002)
Volkswagen 1L był hybrydowym samochodem dwuosobowym w układzie tandem, wyposażonym w jednocylindrowy silnik spalinowy (diesel) o pojemności 299 cm³ i mocy 6,3 kW (8,5 KM). 
Miał sześciobiegową skrzynię biegów, podobną w konstrukcji do standardowej manualnej, ale ze zautomatyzowaną zmianą biegów. W pojeździe nie było sprzęgła - wybór biegu (neutralny, do przodu, lub wsteczny) dokonywany był za pomocą przełącznika po prawej stronie kokpitu. Silnik wyłączał się automatycznie w czasie hamowania i zatrzymania, a uruchamiał się ponownie, po naciśnięciu pedału gazu.
Nadwozie samochodu miało obły, kroplowy kształt o współczynniku oporu powietrza Cx 0,159. W połączeniu z małą powierzchnią przekroju dawało to bardzo niski całkowity opór aerodynamiczny. Samochód ten nie miał drzwi, ale kopułę podobną do samolotowej. Brak zewnętrznych lusterek - zastąpione one zostały kamerami i wyświetlaczami elektronicznymi. Również dla poprawienia aerodynamiki, samochód ten miał proste pokrywy na kołach i całkowite pokrycie podwozia. Wloty powietrza do chłodzenia otwierane były tylko wtedy, kiedy było to konieczne.
Nadwozie samochodu wykonano z żywic wzmocnionych włóknem węglowym, rama nośna pojazdu wykonana była ze stopu magnezu. Również inne części samochodu wykonane były z nowoczesnych, lekkich materiałów.  Samochód wyposażony był w 80 litrową przestrzeń bagażową.

### Model L1 (2009)
Na salonie samochodowym we Frankfurcie nad Menem w 2009 roku koncern Volkswagen AG zaprezentował nowa wersję samochodu oznaczoną jako Volkswagen L1. Model jest podobny do swojego pierwowzoru jednak ma mniej obłe kształty i jest cięższy. Jego masa wynosi 380 kg. Zachowano współczynnik oporu  oporu aerodynamicznego Cx 0,195, ale z uwagi na zastosowanie nowego silnika 800 cm3 wzrosło średnie zużycie paliwa do 1,38 litra na 100 km. Szybkość maksymalna podawana jest jako 160 km/h, a przyspieszenie 0 do 100 km/h jest osiągane w 14,3 s.
Zdaniem producenta nowość zadowoli się zaledwie 0,9 l/100km emitując do atmosfery 21 g/km CO
2. Wynik ten zawdzięczamy silnikom elektrycznym, które na zasilaniu bateryjnym są w stanie zapewnić zasięg 50 km. Samochód ma kosztować 111 000 euro.